# Gurksee
Der Gurksee ist ein kleiner See in den Gurktaler Alpen (Kärnten) auf dem Gemeindegebiet von Albeck und einer der beiden Quellseen der Gurk. Er liegt im Naturschutzgebiet Gurkursprung.
Der See liegt in 1970 m Seehöhe und nimmt eine Fläche von 0,4 Hektar ein. Er ist 85 m lang und 65 m breit. Die maximale Tiefe beträgt 1,5 m, der See friert im Winter vollständig durch. Das Wasservolumen beträgt 3044 m³, das Einzugsgebiet umfasst 0,41 km². 
Der Gesteinsuntergrund besteht aus Eisenhutschiefer, einem Metadiabas-Phyllit. Die Umgebungsvegetation ist vorwiegend Krummseggenrasen. 
Das Wasser ist sehr kalt und nährstoffarm. Es gibt nur eine geringe Algenbiomasse. An Phytoplankton sind Gymnodinium, Homoeothrix, Trachelomonas planctonica sowie nicht näher bestimmte Diatomeen bekannt. Beim Makrozoobenthos dominieren im See selbst Larven von Melampophylax nepos und anderen Trichopteren. Da der See im Winter durchfriert, gibt es in ihm keine Fische.